# Hexafluorofosfato
Hexafluorofosfato, em química, é um ânion inorgânico de baixa nucleofilia, cuja fórmula molecular é PF6-. Além de ser uma base de Brønsted monovalente e uma base de Lewis fraca pode ser considerado um íon de coordenação fraca.

## Propriedades químicas

### Caráter eletrônico e estabilidade
O ânion por si só possui possui geometria molecular octaédrica e é isoeletrônico ao hexafluoreto de enxofre (SF6) e ao ânion dinegativo hexafluoreto de silício (SiF62-). Sua camada de valência também é isoeletrônica ao ânion do superácido altamente estável fluoroantimonato (SbF6-).  É propenso a decomposição liberando fluoreto de hidrogênio em líquido iônico, mas no geral, extremamente estável em solução. A hidrólise para fosfato é muito lenta, mesmo em ácido concentrado e temperaturas elevadas, e ainda mais lenta em meio alcalino.

### Comportamento como sal
Pelo seu caráter de ligante inerte pode ser usado facilmente na síntese orgânica para substituir ânions de halogênios. Por exemplo ao se usar o hexafluorofosfato de prata (AgPF6 (a precipitação de halogeneto de prata viabiliza a reação).

## Síntese
Os sais de hexafluorofosfato podem ser preparados a partir da reação entre pentacloreto de fósforo e haleto de metal alcalino ou amônio, em solução com ácido fluorídrico:
PCl5  +  M—Cl  +  6 HF  →  M—PF6  +  6 HCl
O ácido HPF6 pode ser obtido através da reação direta entre fluoreto de hidrogênio e pentafluoreto de fósforo. Trata-se de um ácido forte de Brønsted que é formado tipicamente in situ, imediatamente perante ao uso:
PF5  +  HF  →  HPF6
Todas as reações citadas requerem precauções e equipamento de segurança especial devido aos riscos associados as soluções ácidas de fluoreto e ao fluoreto de hidrogênio gasoso.

## Ver também

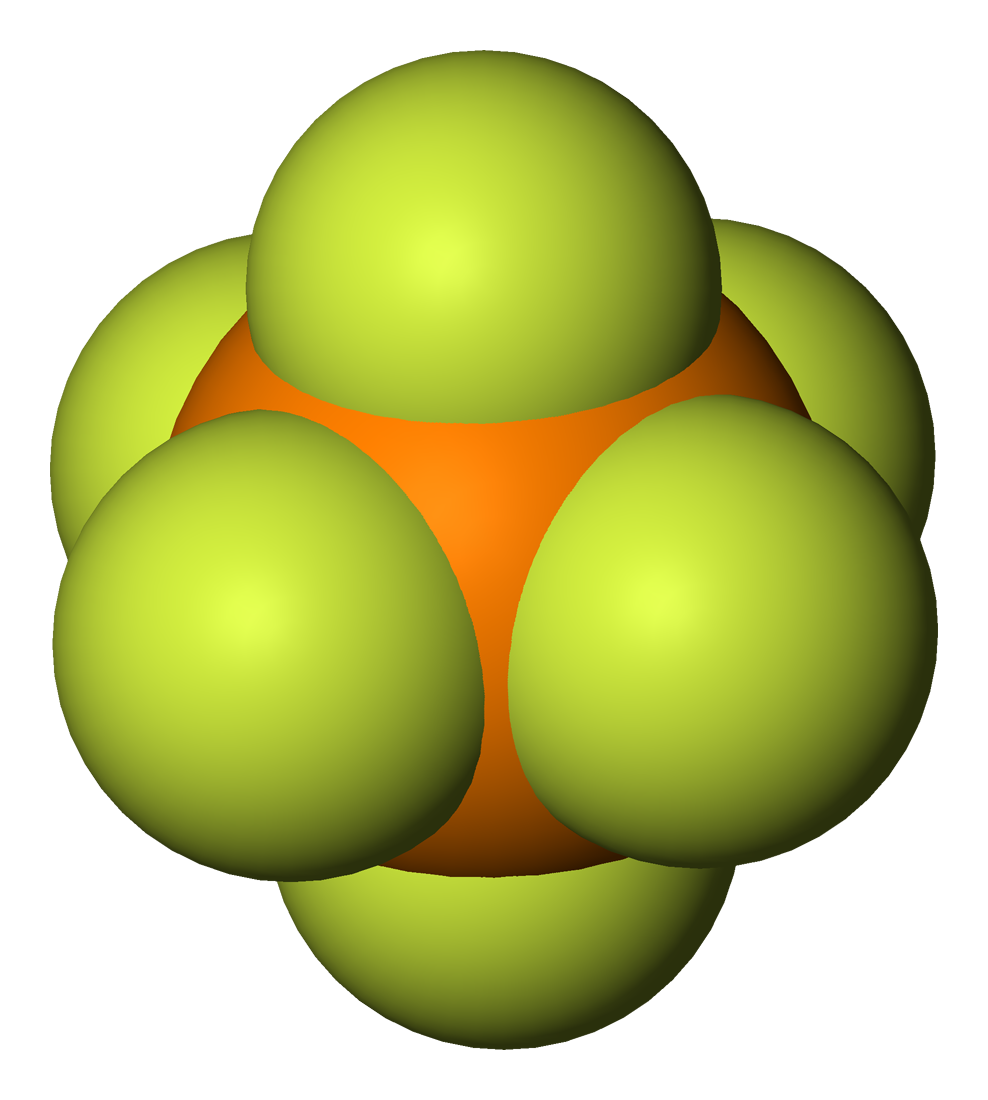
Modelo tridimensional do íon hexafluorofosfato.